# Wijaleta Skwarcowa
Wijaleta Maksimauna Skwarcowa (biał. Віялета Максімаўна Скварцова; ur. 15 kwietnia 1998 roku) – białoruska lekkoatletka specjalizująca się w skoku w dal oraz trójskoku.

## Kariera
W czasie 7. Drużynowych Mistrzostw Europy w skoku w dal zajęła 8. miejsce z wynikiem 6,13 m. Zdobyła złoty medal na Mistrzostwach Europy Juniorów w 2017 roku w konkurencji trójskok. Uzyskała rezultat 14,21 m. W czasie ceremonii wręczenia medali doszło do odegrania hymnu Bośni i Hercegowiny zamiast hymnu Białorusi. Zawodniczka podjęła decyzję o zejściu z podium oraz odmówiła przyjęcia medalu. Mimo groźby dyskwalifikacji nie zmieniła swojego zdania. Ostatecznie dekorację powtórzono, a zawodniczka została przeproszona.

## Osiągnięcia
| Rok  | Impreza                                 | Miejsce     | Konkurencja | Lokata            | Wynik |
| ---- | --------------------------------------- | ----------- | ----------- | ----------------- | ----- |
| 2017 | Superliga drużynowych mistrzostw Europy | Lille       | skok w dal  | 8. miejsce        | 6,13  |
| 2017 | Mistrzostwa Europy juniorów             | Grosseto    | trójskok    | 1. miejsce        | 14,21 |
| 2018 | Mistrzostwa Europy                      | Berlin      | trójskok    | el. – 21. miejsce | 13,82 |
| 2019 | Młodzieżowe mistrzostwa Europy          | Gävle       | trójskok    | 3. miejsce        | 13,79 |
| 2021 | Halowe mistrzostwa Europy               | Toruń       | trójskok    | 4. miejsce        | 14,35 |
| 2021 | I liga drużynowych mistrzostw Europy    | Kluż-Napoka | trójskok    | 2. miejsce        | 14,13 |
| 2021 | Igrzyska olimpijskie                    | Tokio       | trójskok    | el. – 18. miejsce | 14,05 |

## Rekordy życiowe
- skok w dal (stadion) – 6,75 (14 lipca 2023 roku w Brześciu)[1]
- trójskok (stadion) – 14,59 (10 czerwca 2023 roku w Moskwie)[1]
- skok w dal (hala) – 6,77 (17 lutego 2024 roku w Mohylewie)[1]
- trójskok (hala) – 14,39 (17 lutego 2021 roku w Toruniu)[1]